# Typ 1 Chi-He
Typ 1 Chi-He - japoński czołg średni z okresu II wojny światowej.
W 1937 roku do uzbrojenia armii japońskiej wprowadzono czołg średni Typ 97 Chi-Ha. W 1938 i 1939 roku jednostki uzbrojone w te czołgi wzięły udział w walkach nad jeziorem Chasan i rzeką Chałchin-Goł. Starły się tam z radzieckimi czołgami T-26 i BT. Walki te wykazały, że używane przez Japończyków armaty czołgowe są już przestarzałe i nie są w stanie skutecznie zwalczać pojazdów opancerzonych. Problemem było także przegrzewanie się silników. W 1940 roku powstał prototyp zmodernizowanej wersji czołgu Typ 97 oznaczonej jako Typ 97 Shinhoto Chi-Ha. Miał on nową, powiększoną wieżę z nowoczesną armatą czołgową Typ 1. Zmodyfikowano także i wydłużono tylną część kadłuba pancernego dzięki czemu polepszyło się chłodzenie silnika.
Doraźna modernizacja polepszyła charakterystyki produkowanych wozów, ale konieczne było także opracowanie nowego czołgu. W 1941 roku rozpoczęto testy prototypu czołgu Typ 1 Chi-He. Zachował on napęd, układ jezdny i uzbrojenie czołgu Typ 97 Shinhoto Chi-Ha, ale kadłub i wieżę skonstruowano od nowa. Były one, co było nowością w czołgach japońskich spawane, a nie nitowane. Nowy kadłub miał uproszczoną konstrukcję i składał się z mniejszej ilości płyt. Wieża pancerna była większa niż we wcześniejszych czołgach japońskich, dzięki czemu możliwe było powiększenie załogi o ładowniczego.
Czołg Typ 1 Chi-He miał klasyczną konstrukcję. W tylnej części nitowanego kadłuba umieszczono sześciocylindrowy silnik wysokoprężny. Układ jezdny składał się z sześciu kół jezdnych, koła napędowego, napinającego i trzech rolek podtrzymujących gąsienicę. Cztery środkowe koła jezdne były zblokowane po dwa i amortyzowane poziomymi resorami śrubowymi, Koła skrajne były zawieszone niezależnie i amortyzowane ukośnymi resorami śrubowymi. Czołg był uzbrojony w armatę czołgową kalibru 47 mm Typ 1. Uzbrojeniem dodatkowym były dwa czołgowe karabiny maszynowe Typ 97 z których jeden zamocowany był z tyłu wieży, a drugi obok kierowcy. Załoga składała się z kierowcy, strzelca kadłubowego km, celowniczego, ładowniczego i dowódcy.